# Udal
Udal – rzeka we wschodniej Polsce, lewy dopływ Bugu o długości 32,56 km i powierzchni dorzecza 321 km². Płynie na Polesiu Lubelskim, w województwie lubelskim.
Rzeka wypływa ze źródeł w Pagórach Chełmskich na południe od Chełma, a do Bugu uchodzi na wschód od Dorohuska. Przepływa przez Czerniejów, Udalec, Andrzejów aż do Bugu. W dolnym biegu rzeki, koło wsi Ostrów, znajduje się zbiornik wodny.
Główne dopływy:
- lewe: Kacap
- prawe: Krzywólka